# لابل
لابل (بالإنجليزية: LaBelle)‏ هي مدينة أمريكية تقع في ولاية فلوريدا. تبلغ مساحة هذه المدينة 9.2 (كم²)،ويبلغ عدد سكانها 4210 نسمة حسب إحصاء سنة 2010 م 4210.تشير إحصاءات سنة 2000م بأن الكثافة السكانية في هذه المدينة تقدر بـ(457.6) نسمة/كم2 